# 커맨드 앤 컨커: 레드 얼럿
《커맨드 앤 컨커: 레드 얼럿》(Command & Conquer: Red Alert)은 커맨드 앤 컨커 시리즈의 외전격 게임이자 실시간 전략 게임으로, 1996년에 웨스트우드 스튜디오가 출시하였다. 커맨드 앤 컨커 타이틀의 두 번째 게임인 레드 얼럿은 1995년의 오리지널 커맨드 앤 컨커의 프리퀄이다.
처음에 PC(한 패키지에 MS-DOS, 윈도우 95 버전 포함)용으로 판매되었으며 끝으로 플레이스테이션으로 이식되었다. 플레이스테이션 버전은 플레이스테이션 포터블 및 플레이스테이션 3용 플레이스테이션 네트워크에서 다운로드할 수 있도록 재출시되었다. 1998년 8월 31일, 웨스트우드 스튜디오를 인수한 일렉트로닉 아츠는 2008년에 《커맨드 앤 컨커: 레드 얼럿》을 프리웨어로 수정하였다.

## 오픈 소스 리메이크
현대의 비디오 게임 리메이크와 게임 엔진 재구현체들은 OpenRA라는 이름의 팬들에 의해 개발되었다. 리눅스, macOS, 윈도우 NT용으로 이용할 수 있으며 C#로 작성되어 있다. 전쟁 연기와 같은 게임플레이 요소들을 추가하고 있다. 싱글 플레이어 임무의 부분적 지원과 함께 소규모 접전/멀티플레이어 게이밍에 초점을 두고 있다. 리플레이 녹화와 같은 오리지널에 없는 기능들과 옵서버 모드가 추가되었으며 조그마한 호비스트 이스포츠 장면이 제공된다.

## 평가
| 평가                                                                          |             |
| ----------------------------------------------------------------------------- | ----------- |
| 평론 점수 평론사 점수 게임스팟 9.5/10 (PC) [ 10 ] Next Generation (PC) [ 11 ] |             |
| 평론 점수                                                                     |             |
| 평론사                                                                        | 점수        |
| 게임스팟                                                                      | 9.5/10 (PC) |
| Next Generation                                                               | (PC)        |